# Etofibrat
Etofibrat (łac. etofibratum) – organiczny związek chemiczny, diester glikolu etylenowego z kwasem nikotynowym i kwasem klofibrowym. Został opracowany jako lek z grupy fibratów, po stwierdzeniu, że klofibrat (klofibran etylu) i kwas nikotynowy wykazują synergistyczne działanie w leczeniu choroby wieńcowej.
Można go otrzymać w dwuetapowym procesie, rozpoczynającym się od reakcji tlenku etylenu z kwasem klofibrowym, w wyniku której powstaje monoester – klofibrynian 2-hydroksyetylu, zawierający wolną grupę hydroksylową (wydajność ok. 80%). Produkt ten poddaje się reakcji z chlorkiem kwasu nikotynowego w obecności trimetyloaminy, uzyskując produkt końcowy z wydajnością również ok. 80%.
W organizmie po kontakcie z hydrolazami obecnymi w osoczu następuje stopniowa hydroliza wiązań estrowych z uwolnieniem obu kwasów.